# Rignac, Aveyron
Rignac (okcitansko Rinhac) je naselje in občina v južnem francoskem departmaju Aveyron regije Jug-Pireneji. Leta 1999 je naselje imelo 1.658 prebivalcev.

## Geografija
Kraj leži v pokrajini Rouergue 27 km zahodno od središča departmaja Rodeza.

## Uprava
Rignac je sedež istoimenskega kantona, v katerega so poleg njegove vključene še občine Anglars-Saint-Félix, Auzits, Belcastel, Bournazel, Escandolières, Goutrens in Mayran s 4.982 prebivalci.
Kanton Rignac je sestavni del okrožja Rodez.